# Rosnay, Indre
Rosnay là một xã ở tỉnh Indre khu vực trung bộ Pháp. Xã này có diện tích 59,03 kilômét vuông, dân số thời điểm năm 1999 là 526 người. Khu vực này có độ cao trung bình 115 mét trên mực nước biển.
Thị trấn này nằm trong công viên tự nhiên vùng Brenne.